# Коробово (Раменский район)
Ко́робово — деревня в Раменском муниципальном районе Московской области. Входит в состав сельского поселения Никоновское. Население — 20 чел. (2010).

## Название
Название связано с некалендарным личным именем Короб.

## География
Деревня Коробово расположена в южной части Раменского района, примерно в 24 км к югу от города Раменское. Высота над уровнем моря 143 м. В 0,5 км к северо-востоку от деревни протекает река Отра. Ближайший населённый пункт — село Заворово.

## История
В 1926 году деревня входила в Собанчинский сельсовет Салтыковской волости Бронницкого уезда Московской губернии.
С 1929 года — населённый пункт в составе Бронницкого района Коломенского округа Московской области. 3 июня 1959 года Бронницкий район был упразднён, деревня передана в Люберецкий район. С 1960 года в составе Раменского района.
До муниципальной реформы 2006 года деревня входила в состав Никоновского сельского округа Раменского района.

## Население
| 1926 | 2002 | 2010 |
| ---- | ---- | ---- |
| 84   | ↘4   | ↗20  |

В 1926 году в деревне проживало 84 человека (40 мужчин, 44 женщины), насчитывалось 20 хозяйств, из которых 19 было крестьянских. По переписи 2002 года — 4 человека (1 мужчина, 3 женщины).